# Фури фандом
Фури фандом (енгл. furry fandom) израз је који се односи на измишљене антропоморфне животињске ликове. Дакле, у питању су животиње са људским особинама. Оне поседују људску интелигенцију и изразе на лицу, говоре, ходају на две ноге и носе одећу. Чак се и неки ликови из цртаних филмова и суперхероји са животињским каректеристикама подразумевају као фури, на пример, Џоси и мачкице (енгл. Jossie and the Pussycats), иако само носе костиме, животињске уши и репове.

## Историја
Према Фреду Патену, фури концепт потиче са конвекције научне фантастике одржане око 1980. године, када је цртеж Стива Галација започео расправу о коришћењу антропоморфних животиња у новелама. Израз фури фандом (где је furry длакаво, крзнено, а fandom означава поткултуру) почео се користити још од 1983. и постао је стандарди жанр током деведесетих. Међутим, сам концепт је настао много раније у делима као што је Дизнијев „Робин Худ“ из 1973. приказан у лисичјем оделу.
Љубитељи са уметничком надареношћу праве своје плишане играчке или праве костиме које користе на парадама и конвенцијама. Одела могу бити од једноставног дизајна попут маске, репа, ушију или маскота до скупљих, која имају електронику и друге функције. Цена је од око $500 за маскоте, до чак $10.000 са скупом електроником за моторику. Чак 80% фанова нема потпуно одело, често због саме цене. Стога многи носе делимична одела која се састоје од ушију, репа, главе и шапа.
Највећа конвенција је Anthrocon, која се одржава у Питсбургу у јулу, када град заради до три милиона долара сваке године. Године 2008. одржана је 39. конвенција овог типа са 16.600 учесника. Прикупљено је и прослеђено у добротворне сврхе $90.000. 

## Сексуални аспекти
Сексуалности практиковаоца фурија често је извор контроверзи и сукоба унутар ове заједнице. Примери сексуалног аспекта у фурију јесу еротски чинови и тематски сајберсекс. Термин јиф (енгл. yiff) најчешће се користи за означавање сексуалне активности која представља фури фетиш, односно сексуалне активности у оквиру супкултуре.
Према интерној студији, 19-25% чланова поткултуре су хомосексуалци, 37-48% бисексуалци, 30-51% хетеросексуалци, док се 3-8% представља као практиковалац „алтернативних сексуалних односа“. Године 2002, око 2% је изјавило интересовање за зоофилију, а мање од 1% за плишофилију. Податке је прикупио Дејвид Џ. Раст 1997. Процењује се да је половина фури особа у вези, од чега 76% оних има везу са партнером унутар супкултуре.